# Lache în harem
Lache în Harem este un film mut românesc creat în 1927. Filmul este despre un tânăr ce adoarme pe malul unui lac și are un vis, despre un harem. A fost regizat de Marcel Blossoms și Micu Kellerman și produs de Național Film.

## Legături externe
- Lache în harem la imdb
- Lache în harem la Cinemagia